# 有線新知台
香港有線電視新知台是香港有線電視其中一條以紀錄片及教育節目為主的頻道，於1994年1月1日啟播，當時名為進修台，不久後即改名為新知台。啟播後，曾經於有線電視第14頻道播放。
新知台主要播放資訊及紀錄片節目，以24小時播放。曾在啟播初期（即進修台時代）以香港公開進修學院（即現在的香港都會大學）遙距課程節目作主打。
新知台已於1998年3月1日停播，距啟播不足5年。停播後所有資訊及紀錄片節目都在新聞一台（即現財經資訊台）播出。

## 有線衛視新知台
新知台停播三年後，即2001年4月1日，有線寬頻通訊有限公司全資附屬公司香港有線衛星電視有限公司成立有線衛視新知台。2003年10月31日落地香港，於有線電視第51頻道播放，標誌着新知台重現有線電視。頻道於2004年落地南、北美洲；2004年落地馬來西亞；2004年落地日本。惟已於2010年1月19日凌晨2時停播。

## 外部連結
- 有線電視新知台簡介
- 有線衛視新知台網頁 （页面存档备份，存于）
- 香港有線電視 （页面存档备份，存于）